# Eddie Pope
Eddie Pope (Greensboro, 1973. december 24. –) amerikai válogatott labdarúgó, hátvéd.  

## Pályafutása

### Klubcsapatban
Greensboróban született Észak-Karolinában. Középiskolásként a Southwest Guilford High Schoolban tanult. A North Carolina Tar Heels csapatában játszott játszott 1992 és 1995 között. 1996-ban az újonnan megalakult MLS-ben a D.C. United együtteséhez került. 1997-ben megválasztották az év védőjének az MLS-ben. 1998-ban megnyerte a CONCACAF-bajnokok ligáját. 2003 és 2004 között a MetroStars csapatában játszott. 2005-től 2007-ig a Real Salt Lake játékosa volt.

### A válogatottban
1996 és 2006 között 82 mérkőzésen szerepelt az amerikai válogatottban és 8 gólt szerzett. 1996. november 10-én egy Trinidad és Tobago elleni világbajnoki selejtezőn mutatkozott be a válogatottban. Részt vett az 1996. évi nyári olimpiai játékokon, az 1998-as és a 2000-es CONCACAF-aranykupán, valamint az 1998-as, a 2002-es és a 2006-os világbajnokságon. Tagja volt a 2005-ös CONCACAF-aranykupán győztes válogatott keretének is.

## Sikerei, díjai
D.C. United
- MLS Kupa (3): 1996, 1997, 1999
- Major League Soccer Supporters' Shield (2): 1997, 1999
- U.S. Open Kupa győztes (1): 1996
- CONCACAF-bajnokok ligája győztes (1): 1998
- Copa Interamericana győztes (1): 1998

Egyesült Államok
- CONCACAF-aranykupa győztes (1): 2005

Egyéni
- MLS All-Star: 1997,[2] 1998,[3] 1999,[4] 2000[5]
- MLS Legjobb XI: 1997, 1998, 2003, 2004
- Az év védője az MLS-ben: 1997
- MLS Fair Play Díj: 2004
- Nemzeti Labdarúgó Hírességek Csarnoka 2011 nevezettje [6]
- Az MLS 10. évfordulós csapatának a tagja